# La città eterna
La città eterna (The Eternal City) è un romanzo fantapolitico scritto dall'autore britannico sir Thomas Henry Hall Caine nel 1900 e pubblicato nel 1901 (tradotto per la prima volta in Italia nel 2008 dall'Esperia edizioni).

## Trama
Italia, 1900. Il giovane deputato Davide Rossi, fondatore del movimento non-violento noto come Repubblica dell'Uomo, lotta contro il potere della Chiesa e del tirannico primo ministro Barone Gabriele Bonelli, nelle cui mani il giovane re non è che un burattino, mentre regna papa Pio X (di cui l'autore prevede l'elezione appena tre anni prima della realtà) che si scoprirà essere il padre di Davide, di cui amò la madre (Leonora Rossi) prima di diventare prete.
La strenua lotta di Davide e della sua amata Donna Roma condurrà alla fine all'affermazione della volontà popolare, alla caduta del regime di Bonelli e all'instaurazione di una repubblica.

## Fonti d'ispirazione
L'opera appare fortemente ispirata a Il figlio del cardinale (The Gadfly) di Ethel Lilian Voynich (1897), romanzo storico ambientato nell'Italia risorgimentale e destinato ad un enorme successo nel mondo comunista.

## Opere derivate
De La città eterna sono stati tratti un'opera teatrale con la musica di Pietro Mascagni (la cui partitura orchestrale, creduta perduta, è stata recentemente ritrovata) e due adattamenti cinematografici muti, The Eternal City del 1915 e un omonimo remake del 1923 (considerato un film perduto). Nel film del 1923 furono inserite delle scene con le truppe italiane di Vittorio Emanuele III e Benito Mussolini.